# Филипповический сельсовет
Филипповический сельсовет — упразднённая административно-территориальная единица, существовавшая на территории Рязанской губернии и Московской области до 1936 года.
Филипповический сельсовет был образован в первые годы советской власти. В конце 1920-х годов он входил в состав Григорьевской волости Зарайского уезда Рязанской губернии.
В 1929 году Филипповический с/с был отнесён к Зарайскому району Коломенского округа Московской области.
5 апреля 1936 года Филипповический с/с был упразднён. При этом его территория была передана в Клин-Бельдинский сельсовет.